# Cristian Gațu
Cristian Gațu, född 20 augusti 1945 i Bukarest, är en rumänsk tidigare handbollsspelare. Han var med och tog OS-brons 1972 i München och OS-silver 1976 i Montréal.
Efter spelarkarriären var Gațu verksam i flera olika roller. Bland annat var han ordförande för Rumäniens handbollsförbund från 1997 till 2014.

## Klubbar
- Rapid București (1963–1964)
- Știința București (1964–1968)
- Steaua Bucharest (1968–1978)
- Polisportiva Follonica (1981–1983)